# Llau de Granollers
La llau de Granollers és una llau del terme de Llimiana, del Pallars Jussà. Via la conca del Segre forma part de la conca de l'Ebre.
Es forma a l'obac de la Serra de la Vall de Llimiana, a prop del termenal amb Gavet de la Conca (antic terme d'Aransís), des d'on davalla cap al nord-oest, de forma paral·lela al Serrat de Carnestoltes, pel costat de ponent del serrat.
Des d'aquest lloc davalla cap al nord-oest, fins que s'aboca en el barranc de Xércoles a llevant dels Masos de Llimiana i al nord-oest del Mas d'Artús.